# Josep Amargós
Josep Amargós i Samaranch (Barcelona, 14 de mayo de 1849-Barcelona, 28 de septiembre de 1918) fue un arquitecto español.

## Trayectoria
Adscrito en principio a la arquitectura historicista, fue evolucionando posteriormente al modernismo. Fue autor del Invernáculo del parque de la Ciudadela (1883-1887); la capilla del Santísimo de la iglesia parroquial de San Clemente de Llobregat (1900); la Torre de les Aigües de Dos Rius, en el Tibidabo (1905); la Central de Bombeo de Aguas de Barcelona, en Cornellá de Llobregat (1903-1907); y un proyecto no realizado de urbanización de la montaña de Montjuïc (1894) y de la plaza de España (1915).